# Universiteit van Shanghai

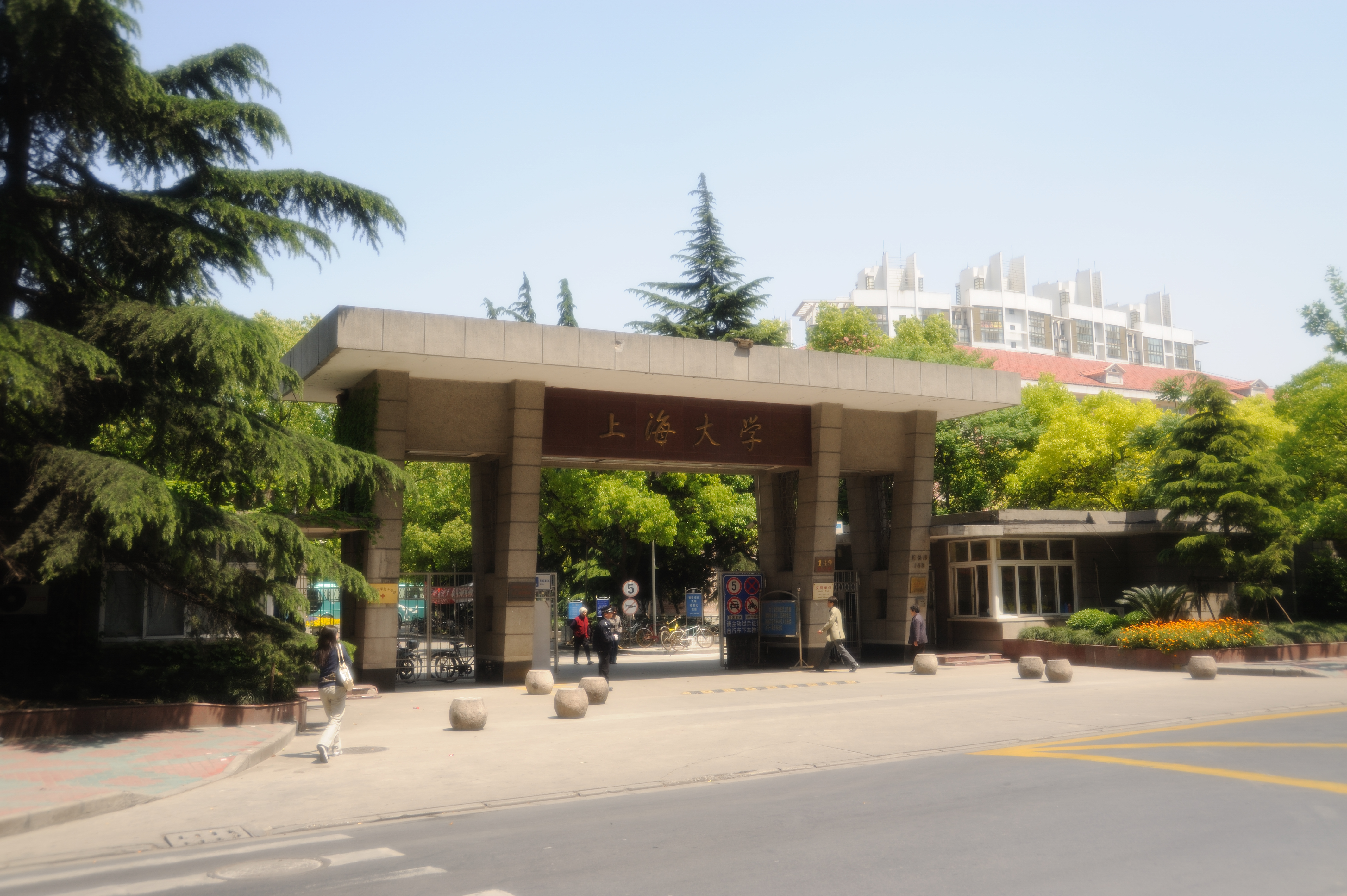
De ingang van de Yanchang-campus

De Universiteit van Shanghai, ook bekend als de Shanghai University, is een universitaire onderwijsinstelling die gevestigd is in Shanghai. Het is een van de meest invloedrijke universiteiten in China.
Deze universiteit is opgericht in mei 1994 door de fusie van de Technologische Universiteit van Shanghai, de Universiteit van Wetenschap & Technologie van Shanghai en de oude Universiteit van Shanghai. De voorzitter is professor Qian Weichang, een beroemde Chinese wetenschapper.
Het instituut telt momenteel ongeveer 43.000 studenten en blijft elk jaar in aantal groeien. Er worden 67 academische basisopleidingen, 131 masters en één MBA aangeboden. Die opleidingen zijn verdeeld over 23 faculteiten.
De universiteit is ook bekend om zijn internationaal uitwisselings- en samenwerkingsprogramma. Tot nu toe heeft deze universiteit banden met tientallen buitenlandse universiteiten, waaronder de uitwisselingen van professoren en de studenten. Op dit moment studeren ongeveer 2400 studenten in het buitenland.

## Bibliotheek
De universiteitsbibliotheek van Shanghai maakt deel uit van de Universiteit van Shanghai. Ze is samengesteld uit drie bibliotheken en bevindt zich op de Baoshan-campus, de Yanchang-campus en de Jiading-campus. Deze bibliotheek heeft 25 leeszalen en 3000 zitplaatsen.

## Het embleem

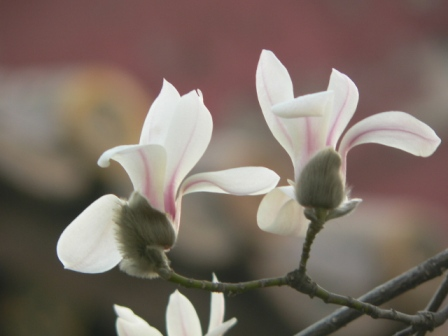
Yulan magnolia

Het embleem van de Universiteit van Shanghai is in de vorm van een witte yulan magnolia, de stadsbloem van Shanghai. De torus heeft de vorm van de letter "U", die voor "universiteit" staat. Het kroonblad, dat in de rechterkolom zit, ziet eruit als een zeemeeuw en de letter "S", staat voor de stad Shanghai. Het kroonblad in de linkerkolom lijkt op cijfer "1", dat wijst op de kwaliteit van de Universiteit van Shanghai en aantoont dat ze zeker tot de eerste klasse
behoort.